# مقاومت (روانکاوی)
مقاومت در روانکاوی نیرویی است در درون بیمار که بر ضد فرایند درمانی و تکلیف کشف و حل تعارض روان آزرده وار و حتی به قیمت تداوم علائم روان آزرده وار یا گسترش آنها، برای حفظ سرکوبی عمل می‌کند.
تلاشی است که بیمار از طریق آن با خطرات احتمالی حاصل از شرکت جویی او در درمان، سازگار می‌شود؛ بنابراین مقاومت تقریباً در تمام اعمال بیمار تجلی می‌کند مثل: تداعی‌ها، رؤیاها، رفتار و در علائم

## تجلی مقاومت
مقاومت از تلاش برای مواجهه با اضطراب ناشی می‌شود و اضطراب از پاسخ به تلاش برای هشیار کردن عناصر ناهشیار، هنگامی که بیمار می‌کوشد در درمان، اضطراب حاصل از تهدید حضور احساسات، آرزوها، افکار و تجارب ناهشیار را در آگاهی دفع کند، مقاومت متجلی می‌شود.
در هر مقاومت نشانه‌ای از آنچه مقاومت صورت می‌گیرد وجود دارد.

## شناسایی مقاومت‌ها
مأنوس به خود: مراجع آنها را آشنا، منطقی و با هدف احساس می‌کند و متوجه جنبه مقاومتی آنها نمی‌شود. تشخیص این نوع مقاومتها برای مراجع و درمانگر مشکل است و نمی‌توانند در زمینة این گونه مقاومتها با یکدیگر همکاری ثمر بخش داشته باشند. این نوع مقاومتها معمولاً نمونه‌هایی از عادت‌های رفتاری جا افتاده و خصوصیات منشی مراجع هستند که گاهی ارزش اجتماعی فوق‌العاده‌ای دارند. واکنش سازی، بروز مستمر احساسات، مقاومتهای منشی، نگرشهای ضد فوبیک و دفاعها از جلمه این مقاومتها هستند.
نامأنوس، با «خود»: برای مراجع بیگانه هستند. در نتیجه، تشخیص و پیگیری و درمان این نوع مقاومت‌ها آسانتر است و مراجع، در تجزیه و تحلیل آنها، با میل و رغبت با درمانگر همکاری خواهد کرد.
نکته: مهمترین مشکل جریان درمان روانکاوی حل و فصل مقاومت‌ها است.
برای شناخت مسائل در درمان به تداعی‌های مراجع نیازمندیم. یعنی جهت شناسایی و درک مقاومت از مراجع می‌خواهیم که به تداعی آزاد بپردازد. هنگامی که بیمار به تداعی روی نمی‌آورد و بر توضیح‌های خود از وقایع زندگی به عنوان واقعیت‌ها و نه تخیلات، تأکید می‌ورزد و می‌کوشد فرایند روانی را همانند مسائل هندسی به گونه‌ای منطقی حل و فصل کند، آنگاه مقاومت متجلی می‌شود.
درهنگام گوش کردن به تداعی‌های بیمار از خود بپرسید: آیا او به‌طور ناآگاهانه یا معنی دار به سمت چیزی می‌رود یا از آن دور می‌شود. آیا مطلب عمیق‌تر می‌شود یا سطحی می‌شود. آیا بیمار چیز مهمی را اضافه می‌کند یا دارد وقت می‌گذراند. اگر بنظر می‌رسد که او به سمت مطلبی می‌رود یا از مطلبی دور می‌شود درمانگر آن را به عنوان مقاومت تشخیص داده و صبر می‌کند تا مطلب به اندازه کافی روشن شود.